# Hans Hartwig
Hans Hartwig (* 24. Februar 1917 in Neisse, Oberschlesien; † 25. Juni 2012 in Ulm) war ein deutscher Komponist, Dirigent, Geiger und Trompeter.

## Leben
Seinen ersten Violinunterricht bekam Hartwig mit elf Jahren. Von 1932 bis 1936 besuchte er die Musik- und Orchesterschule in Münsterberg und nahm in dieser Zeit Spezialunterricht bei den Philharmonikern der schlesischen Philharmonie in Breslau. Seinen Militärdienst absolvierte er im Musikkorps des Infanterieregiments 14 in Konstanz. Anschließend studierte er in Berlin an der Hochschule für Musik Dirigatur. Von 1940 bis 1943 (allgemeine Auflösung der noch bestehenden Musikkorps) war er Dirigent des Musikkorps im Panzerregiment 10.
Nach dem Krieg war Hartwig Kapellmeister im „Neuen Theater“ Karlsruhe (1946–1948). Von 1950 bis 1953 war er Musiker im Südwestfunk-Tanzorchester Baden-Baden. Ab 1953 war er Musikdirektor in Gengenbach/Schwarzwald, ab 1965 übernahm er die gleiche Funktion in Weingarten/Württemberg.

## Werke (Auswahl)

### Werke für Blasorchester
Märsche:
- Fürstenberg-Marsch
- Graf Waldburg
- Allgäu-Schussen-Marsch
- Mit frischem Schwung
- San-Lorenzo-Marsch (Bearbeitung)
- Emil Dörle Marsch

Prozessionsmärsche:
- Santa Maria
- Lob und Ehre
- Credo
- Agnus Dei

Ouvertüren:
- Der Puppenspieler
- Premiere
- Promenadenkonzert
- Musik Festival
- Titus (Bearbeitung)
- Die Entführung aus dem Serail (Bearbeitung)
- Der Kalif von Bagdad (Bearbeitung)
- Laetitia-Ouvertüre

### Solowerke und Kammermusik
- Lustige Polka (für 3–4 Posaunen)
- Der fröhliche Solist (für Tenorhorn oder Bariton)
- Im schönen Donautal (für Trompete)
- Three Twens (für 3 Trompeten)
- Zauber der Berge (für 2 Flügelhörner)
- Schnick-Schnack (für Posaune)

### Weitere Werke
- Ave Maria
- Dramatische Legende
- Manhattan, Choral und Dixieland
- Russisches Tagebuch
- Folksong-Medley
- Festlicher Einzug
- Bonjour Paris
- Festliche Serenade
- Lausitzer Polka
- Lipizzaner Parade

### Potpourris
- Operettenklänge
- Auf zur Jagd (Jägerlieder und Jagdsignale)
- Aus alter Zeit (Melodien alter 4/4 Märsche)
- Russisches Tagebuch (russische Volksmelodien)
- Gasparone (Melodien aus der gleichnamigen Operette)
- Stille Nacht, Heilige Nacht (Weihnachtslieder)
- Erinnerungen an Martha (Melodien aus gleichnamiger Oper)